# Тепла
Град Tepla (чеш. Teplá) је по свом распону највећа општина са статусом града у Чешкој републици и налази се у западној Чешкој у горњем току истоимене реке у Тепелским горама 46 км југоисточно од среског града Хеба, 37 км јужно од бање Карлови Вари, 50 км северозападно од града Плзења, 15 км источно од Маријанских Лазњи и 29 км северно од Тахова. 

## Историја града
После присаједињања Хебска ка Немачком царству у 11. веку су се границе помериле према истоку. У току 12. века се у околини ове границе стално продубљивао утицај Немачке.
Чешка права у овој области је заступао велмож Хрозната који је био управник овог разлеглог земљишта у околини данашње Тепле и Маријанских Лазни. Из привредних разлога он је основао 1193. године поближе утврда Тепле премостратски манастир. 
Први писмени подаци о граду долазе из године 1197. из једне листе Хрознате. После Хрознатине смрти је успомена на манастир и град нестале. 1322.било је Хебско опет у саставу Чешке и Тепла је престала да буде гранична стратешка тачка. 1380. – 1381. град је задесила куга и скоро цело становништво је страдало. На њихово место долазили су нови становници из Немачке. 1385. Тепла је била повишена на поданички град.
У доба Хусита Тепла је била три пута опљачкана а 1539. године је града изгорео. Крајем 16. века у граду је било већинско немачко становништво. У доба тридесетгодишњих ратова град је поново пљачкан и неколико пута је горео. Развој града је помогла изградња пруге 1898. године. Развијала се занатска производња и ткалачка индустрија, производња пива и предузећа на прерађивања камена. Била је позната месна пушкарска радионица.
После Другог светског рата одељавају се немачке породице из града. После овога је град био такорећи без становништва. Досељавање је вршено после 1946. године и досељеници су били Чеси, Словаци, Мађари, Румуни, Пољаци и Бугари
После плишане револуције 1989. године долази до развоја предузимаштва. Манастир је био враћен премонстрантима али у јако ружном стању и његов поправак ће коптати много новца. Од 2000. године Тепла постаје део новонасталог Карловарског региона.

## Становништво
Према подацима о броју становника из 2014. године град је имао 3.012 становника.

## Галерија
- Поглед од жељежничке станице на град
- Тепла
- Манастир Тепла